# Chojna
Chojna (tysk: Königsberg in der Neumark) er en by i det vestlige Polen, i voivodskabet vestpommern, Stettin byområde, ved floden Rurzyca med et indbyggeretal på 7.099 (2004) og et areal på 12,12 km².

## Bebyggelser nær Chojna
Byer
- Gryfino
- Cedynia
- Trzcińsko - Zdrój
- Moryń
- Mieszkowice
- Schwedt (Schwedt/Oder, Tyskland)
- Myślibórz
- Pyrzyce

Landsbyer
- Krajnik Dolny
- Widuchowa
- Bielinek
- Banie

## Seværdigheder
Naturen
- Piaskowa Skoven (polsk: Puszcza Piaskowa),
- Bielinek Naturreservat (polsk: Rezerwat Bielinek)

I byen
- Chojna ligger ved Den europæiske rute for teglstensgotik
- Kirke
- Rådhus